# Fruta cristalizada
La fruta cristalizada es un postre típico de México. A diferencia de la fruta confitada que se realiza en otras partes del mundo, la fruta cristalizada de México implica la cocción con cal viva de las frutas, de manera similar a la que se prepara el nixtamal de maíz.

## Proceso
Las frutas destinadas para su cristalización son sumergidas por un día en una solución de cal y agua (curado). Posteriormente, se sumergen en almíbar de azúcar o piloncillo para que se endulcen y puedan conservarse en buen estado. Al terminar el procedimiento de cristalización, la superficie de las frutas se seca y endurece.
La confección de estos dulces es muy tradicional en el centro de México, especialmente en la zona de Xochimilco, donde el pueblo de Santa Cruz Acalpixca celebra anualmente una feria dedicada a las frutas cristalizadas.